# Kosobudy (województwo pomorskie)

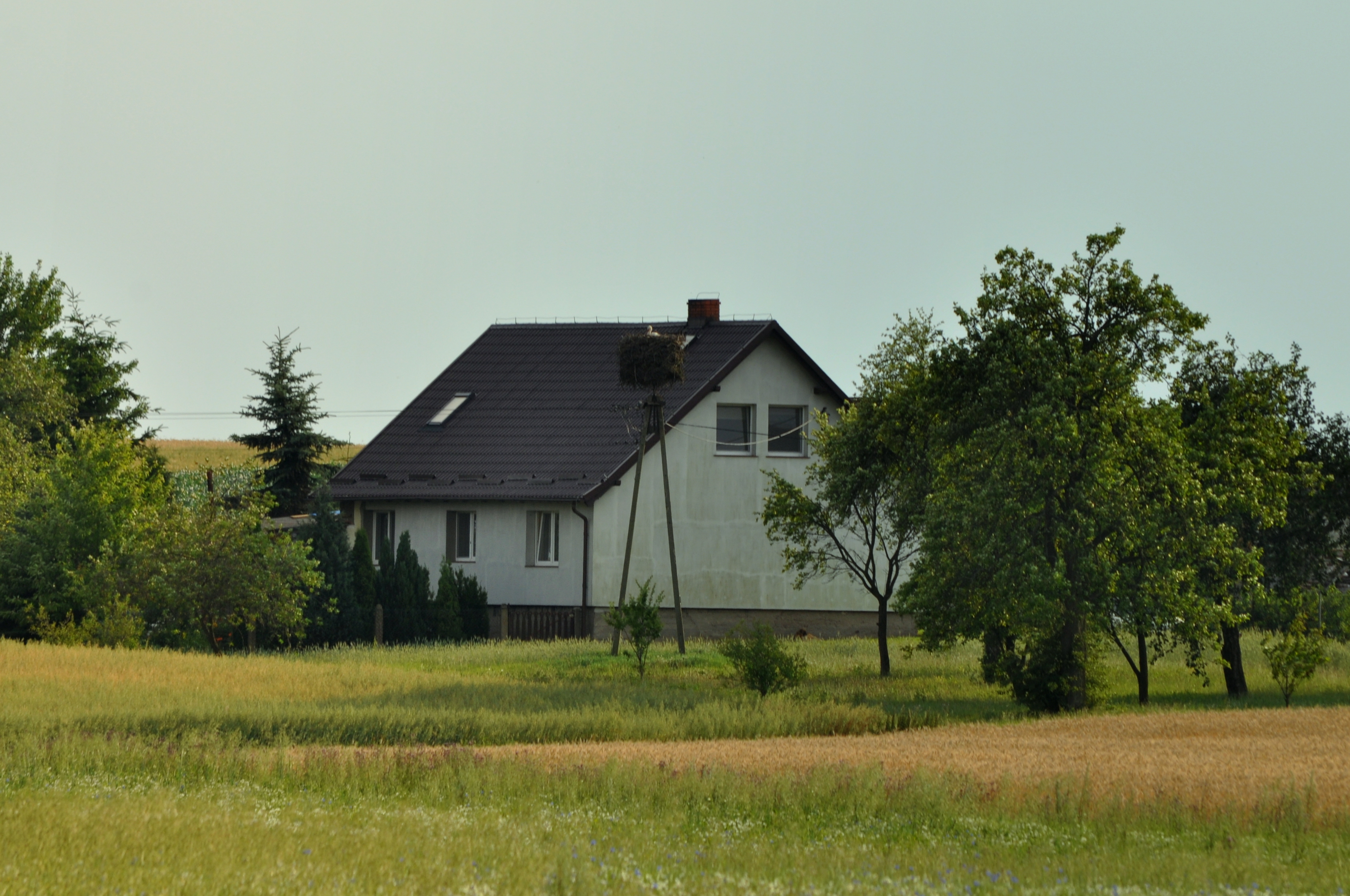
Gniazdo bociana białego w Kosobudach

Kosobudy (kaszub. Kòsobùdë, niem. Kossabude) – wieś kaszubska w Polsce położona w województwie pomorskim, w powiecie chojnickim, w gminie Brusy.
W latach 1954–1961 wieś należała i była siedzibą władz gromady Kosobudy, po jej zniesieniu w gromadzie Brusy-Północ. W latach 1975–1998 miejscowość administracyjnie należała do województwa bydgoskiego.
| SIMC    | Nazwa                | Rodzaj    |
| ------- | -------------------- | --------- |
| 1000901 | Kosobudy-Wybudowanie | część wsi |

## Historia
W 1324 Zakon krzyżacki uzyskał drogą wymiany Kosobudy. W 1326 w miejscowości istniał już dwór krzyżacki który przejął rolę poprzednio sprawowana przez Brusy. Urzędował tam urzędnik zarządzający okręgiem zaborskim w komturstwie tucholskim.
Od 20 listopada do grudnia 1906 r., a następnie ponownie od początku stycznia do 12 stycznia 1907 r. w miejscowej szkole elementarnej odbył się strajk dzieci przeciwko nauczaniu religii w języku niemieckim. Z uczestników strajku znane są nazwiska następujących dzieci: Borkowski, J. Januszewski, J. Jączkowski, J. Szopiński, L. Wernke. Strajk był elementem znacznie większej akcji biernego oporu wobec pruskich władz szkolnych, która na przełomie 1906 i 1907 r. objęła ponad 460 (!) szkół w prowincji Prusy Zachodnie, czyli przedrozbiorowe Pomorze Gdańskie, Powiśle, ziemię chełmińską i ziemię lubawską oraz część Krajny. Inspiracją dla strajków pomorskich były wcześniejsze działania dzieci w prowincji wielkopolskiej, ze słynnym strajkiem we Wrześni (1901) na czele.

## Zabytki
Według rejestru zabytków NID na listę zabytków wpisane są:
- kościół ewangelicko-augsburski, obecnie rzymskokatolicki pw. Najświętszego Serca Pana Jezusa, ul. Kościelna 22, 1871, nr rej.: A-1213 z 19.09.2000
- pastorówka, obecnie przedszkole, ul. Czerska 11, nr rej.: j.w.